# 横山長之
横山 長之（よこやま おさゆき、1936年3月13日  - 2019年12月1日）は、日本の気象学者。大気中における拡散研究の第一人者である。

## 経歴
- 1958年　金沢大学理学部物理学科卒業、気象庁入庁。
- 1963年　英国ロンドン大学留学。
- 1965年　理学修士（ロンドン大学）
- 1966年　通商産業省資源環境技術総合研究所出向。
- 1970年　理学博士（東北大学）論文の題は「An experimental study on the structure of turbulence in the lowest 500 meters of the atmosphere and diffusion in it(高度500mまでの気層中における乱流構造と拡散に関する実験研究) 」[1]。
- 1991年　通商産業省資源環境技術総合研究所所長。
- 1994年　通商産業省資源環境技術総合研究所退職、日本気象協会首都圏支社参与・技師長。

## 受賞
- 大気汚染研究協会賞（斎藤潔賞）（1977年度）
- 日本気象学会賞（1979年度）：大気境界層の構造に関する研究
- 旭日中綬章（2006年）[3]

## 編著
- 地球環境シミュレーション (環境シミュレーションシリーズ)（白亜書房）1991年
- 大気環境シミュレーション―大気の流れと拡散 (環境シミュレーションシリーズ)（白亜書房）1992年
- 海洋環境シミュレーション―水の流れと生物 (環境シミュレーションシリーズ)（白亜書房）1993年
- 煙―大気中における振る舞と姿（白亜書房）1997年